# José Lezama Lima
José Lezama Lima (n. 19 decembrie 1910, La Habana, Havana Province⁠(d), Cuba – d. 9 august 1976, La Habana, Havana Province⁠(d), Cuba) a fost un romancier și poet cubanez.

## Operă

### Eseuri
- Analecta del reloj (1953)
- La expresión americana (1957)
- Tratados en La Habana (1958)
- La cantidad hechizada (1970)